# 의병장 이춘영 묘
의병장 이춘영 묘는 대한민국 경기도 양평군 양동면 석곡리에 있다. 1986년 5월 30일 양평군의 향토유적 제18호로 지정되었다.

## 개요
묘는 새로이 단장된 형태이며 묘 앞의 상석 우측에 2개의 묘비가 세워져 있다. 대리석으로 제작한 작은 묘비 전면에는 한글로 ‘순국선열 이춘영의 묘’라고 음각되어 있고, 옥개석을 갖춘 묘비에는 ‘의병장덕수이공춘영선생지묘 배유인연안김씨부좌(義兵將德水李公春永先生之墓 配孺人延安金氏부左)’라고 새겨져 있다. 
이춘영(李春永, 1869~1896)은 조선말의 의병장으로 자는 우참(友參) 호는 괴은(槐隱), 본관은 덕수(德水), 양평출신이다. 고종32년(1895) 명성황후가 시해되자 안승우(安承禹)와 함께 의병을 모아 활약하다 충주전투에서 28세의 나이로 전사하였다.